# ミゲル・ローマン
ミゲル・ローマン（Miguel Roman、1985年11月14日 - ）は、メキシコの男性プロボクサー。チワワ州シウダー・フアレス出身。

## 来歴
2003年3月28日、スーパーバンタム級でプロデビューを果たし最終4回TKO勝ちで白星でデビューを飾った。
2005年3月18日、コーソル・ソー・ウォラピンとWBC世界スーパーバンタム級ユース王座決定戦を行い5回2分KO勝ちで王座獲得に成功した。
2005年10月14日、レーマン・サリムと対戦し4回2分59秒KO勝ちで初防衛に成功した。
2007年8月11日、マイケル・ドミンゴと対戦し6回0-3(3者とも54-60)の判定負けでキャリア初黒星が付いた。
2007年9月29日、アルツロ・ムリーロとメキシコスーパーバンタム級王座決定戦を行い10回3-0(99-90、98-91、97-93)の判定勝ちで王座獲得に成功した。
2007年12月14日、ヘナロ・ガルシアとFECOMBOX中米スーパーバンタム級王座決定戦を行い12回0-3(108-120、2者が111-116)の判定負けで王座獲得に失敗した。
2008年5月17日、後のWBA世界スーパーフェザー級暫定王者ホルヘ・ソリスと対戦し10回0-3(95-97、93-99、91-99)の判定負け。
2008年9月20日、エドゥアルド・ガルシアと対戦し10回0-3の判定負け。
2009年3月20日、後のIBO世界フェザー級王者フェルナンド・ベルトランとIBFラテンアメリカフェザー級王座決定戦を行い12回1-2(2者が113-115、117-111)の判定負けで王座獲得に失敗した。
2009年12月18日、ミゲル・ベルトランと対戦し10回1-2(2者が92-97、95-94)の判定負け。
2010年5月29日、ダニエル・ヴァレンズエラとFECOMBOXスーパーフェザー級王座決定戦を行い3回1分17秒TKO勝ちで王座獲得に成功した。
2011年3月12日、念願の世界挑戦。WBA世界フェザー級王者ジョナサン・ビクター・バロスと対戦し12回0-3(110-118、109-118、111-117)の大差判定負けで王座獲得に失敗した。 
2011年4月30日、ウーゴ・サラサスと対戦し7回44秒TKO勝ちでFECOMBOX王座初防衛に成功した。
2011年8月13日、アブラハム・ロドリゲスと対戦し7回2分34秒TKO勝ちで2度目の防衛に成功した。
2011年12月16日、後の世界2階級制覇王者ハビエル・フォルトゥナと対戦し10回0-3(90-97、91-96、92-96)の判定負け。
2012年3月17日、シナロア州ロスモチスでWBC世界ライト級王者アントニオ・デマルコと対戦しキャリア初のKO負けとなる5回2分59秒KO負けでまたしても王座獲得に失敗した。
2012年7月18日、ダンテ・ハルドンと対戦し、10回2-1の判定勝ちを収めた。
2012年10月13日、ダンテ・ハルドンと再戦し、12回0-3（107-119、106-118、109-117）の判定負けを喫し前戦の借りを返された。
2013年11月19日、WBCインターナショナルライト級シルバー王座決定戦を元スーパーフェザー級2冠王者のフアン・カルロス・サルガドと行い11回1分42秒TKO勝ちで王座獲得に成功。
2014年6月7日、元世界2階級制覇王者のダニエル・ポンセ・デ・レオンとUSNBCスーパーフェザー級シルバー王座決定戦を行い、9回1分50秒TKO勝ちを収め王座獲得に成功した。ポンセ・デ・レオンはこの試合を最後に現役を引退した。
2015年4月25日、三浦隆司に挑戦した元WBC世界スーパーフェザー級シルバー王者エドガル・プエルタと対戦。10回3-0(98-92、97-93、96-94)の判定勝ち。
2015年10月24日、WBA世界スーパーフェザー級暫定王者エマヌエル・ロペスと対戦する予定だったが、ロペスのプロモーターとの契約問題の解決の目処が立たず、試合は中止となった。
2017年1月28日、カリフォルニア州インディオのファンタジー・スプリングス・リゾート・カジノ内スペシャル・イベント・センターにてフランシスコ・バルガスVSミゲール・ベルチェットの前座で、WBC世界スパーフェザー級1位の三浦隆司とWBC世界スーパーフェザー級挑戦者決定戦を行い、12回53秒KO負けを喫しメインで新王者になったベルチェットへの挑戦権獲得に失敗した。
2017年6月24日、シウダー・フアレスのヒムナシオ・ムニシパル・ホセ・ネリ・サントスでネリー・サギランとFECOMBOXライト級王座決定戦を行い、12回TKO勝ちを収めFECOMBOX王座の2階級制覇と共に再起した。
2017年12月9日、マンダレイ・ベイ・リゾート アンド カジノでオルランド・サリドとスーパーフェザー級10回戦となるWBC世界スーパーフェザー級挑戦者決定戦を行い、9回1分43秒TKO勝ちを収めベルチェットへの指名挑戦権を獲得した。
2018年1月12日、WBCはローマンをWBCの2018年1月度の月間MVPに選出した。
2024年3月8日、メキシコ・シウダー・フアレスにて渡邉卓也と対戦し、10回3-0の判定勝ちを収めた。

## 獲得タイトル
- WBC世界スーパーバンタム級ユース王座
- FECOMBOXスーパーフェザー級王座
- WBCインターナショナルライト級シルバー王座
- USNBCスーパーフェザー級シルバー王座
- FECOMBOXライト級王座